# Menispina
Menispina es un género de plantas fósiles perteneciente a la familia Menispermaceae. Este género comparte caracteres con tres clados existentes no relacionados dentro de las Menispermaceae: Sinomenium, Menispermum y Pericampylus. Se asemeja al género existente Pericampylus en tener endocarpios con miembros de igual longitud, esculturas basales, un endocarpio en forma de herradura, longitud significativamente menor a 10 mm, una pared delgada de endocarpio (<1 mm), costillas conspicuas del lóculo, una muesca ventral recta y falta de protuberancias internas del lóculo; sin embargo, Pericampylus se diferencia de Menispina por tener dos crestas dorsales y laterales en cada lado del endocarpio, y en presencia de espinas muy gruesas.
Especie tipo: Menispina evidens.

## Etimología
Menispinia deriva de la palabra griega Meniskos para la forma de media luna y la palabra latina espina para columna vertebral.